# The Wailers
The Wailers (auch bekannt unter The Wailing Wailers, Bob Marley and the Wailing Wailers oder heute The Wailers Band) ist eine jamaikanische Roots-Reggae-Band. Sie ist bis heute die bekannteste und erfolgreichste Reggaeformation.

## Geschichte
Anfang der 1960er Jahre gründeten Franklin Delano Alexander Braithwaite (alias Junior Braithwaite) und die Backgroundsängerinnen Beverley Kelso und Cherry Smith eine Band namens The Teenagers und benannten sie kurz darauf in The Wailing Rudeboys um.
Der Musiker Joe Higgs brachte Peter Tosh das Gitarrespielen bei. Durch ihn lernte Tosh Anfang der 1960er-Jahre Robert Nesta Marley (alias Bob Marley) und Neville O’Reilly Livingston (alias Bunny Wailer) kennen, die zusammen mit ihren Familien aus dem kleinen Dorf Nine Miles nach Kingston gezogen waren.
Zusammen gründeten die drei mit The Wailing Rudeboys im Jahre 1963 die Band The Wailers (später auch The Wailing Wailers).
Angetrieben von Higgs, arbeiteten The Wailers an Arrangements. Von ihm angespornt, bekamen sie schließlich Ende 1963 einen Vorsingtermin bei Clement Seymour „Sir Coxsone“ Dodd in dessen Studio One.
Das Resultat waren etliche erfolgreiche Veröffentlichungen auf Studio One wie das erste Lied, das Tosh sang, Hoot Nanny Hoot oder One Love. Im Februar 1964 landeten The Wailers mit Simmer Down sogar einen Nummer-eins-Hit in Jamaika (dieser allerdings noch im Ska-Stil). Viele bekannte Lieder folgten, bis Junior Braithwaite und die beiden Backgroundsängerinnen im Jahre 1965 The Wailers verließen. Aus diesem Grund brachen The Wailers auch bald mit der Plattenfirma von Clement Dodd und kamen bei dem Label von Rainford Hugh „Lee Scratch“ Perry, Upsetter Records, unter Vertrag. Obwohl sich auch diese Zusammenarbeit nicht finanziell auszahlte, brachte sie aber alle drei musikalisch weiter, und so blieben The Wailers die erfolgreichste Gruppe der Insel.
Im Jahre 1970 stießen zwei neue Musiker zur Band: Die Brüder Aston Francis „Family Man“ („Fams“) Barrett und Carlton Lloyd „Carlie“ Barrett, die als Bassist, beziehungsweise als Schlagzeuger fungierten. In dieser Zeit veränderte sich auch die bis dahin vom Ska dominierte Musik über Rocksteady hin zu dem, was als Roots-Reggae in die Musikgeschichte eingeht.
Die gemeinsamen Wege mit Perry trennten sich im Jahr 1972. The Wailers unterzeichneten bei dem Engländer Chris Blackwell und bei seinem Label Island Records einen Vertrag.

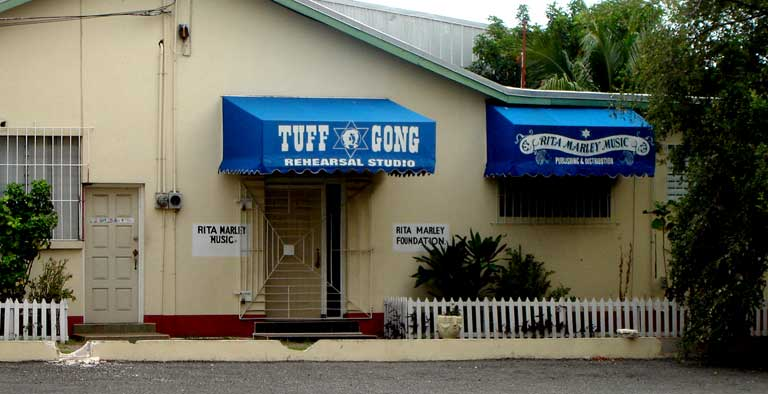
Eigenes Label der Band, Tuff Gong

Zu dieser Zeit hatten sie bereits ihr eigenes Label, das sie Tuff Gong nannten, gegründet. Das Studio richteten sie an der Hope Road 56 in dem Haus von Bob Marley ein.
Am 13. April 1973 erschien das Album Catch a Fire, eines der ersten Roots-Reggae-Arbeiten, und hob den Reggae damit auf eine komplett neue Ebene. Lieder wie Trenchtown Rock, Stir It Up oder die Tosh-Marley-Co-Produktion Get Up, Stand Up machten die Wailers zu weltweit bekannten Musikern.
Mit wachsendem internationalen Erfolg steigerten sich jedoch auch die Spannungen innerhalb der Gruppe. Insbesondere Tosh traute Blackwell nicht und bemerkte zudem, dass Marley immer mehr zum großen Star avancierte, während die anderen Wailers in seinem Schatten stehen. Die Hervorhebung Marleys führt später auch zu der Umbenennung der Band in Bob Marley And The Wailing Wailers.
Nachdem Tosh und Livingston auf dem Album Burnin’ überwiegend nur noch als Backgroundsänger auftreten durften, kam es zu unüberbrückbaren Zerwürfnissen, die 1974 zur Trennung führten. Tosh verließ die Band.
Bunny Wailer blieb Bob Marley aber immer freundschaftlich verbunden. Es bildete sich das Hintergrundgesangstrio I-Threes, bestehend aus Bob Marleys Frau Alpharita Constantia Marley Anderson (alias Rita Marley), Marcia Griffiths und Judy Mowatt. Zudem wurden der Band einige neue Musiker hinzugefügt.
Auch nach Marleys Tod im Jahr 1981 setzten The Wailers ihre Touren fort; seit 1963 bis heute hat die Band mehrmals Wechsel auf fast allen Positionen durchgemacht, ist aber immer noch aktiv auf Tour und spielt auf ihren Konzerten vor allem die alten Lieder von Marley. The Wailers versanken jedoch ohne Bob Marley außerhalb der Reggae-Szene schnell in die Bedeutungslosigkeit und werden in der breiten Öffentlichkeit kaum noch wahrgenommen. 1987 wurde Carlton Barrett erschossen und Peter Tosh ermordet, wobei private oder finanzielle Streitigkeiten sowie politische Motive vermutet wurden. Am 2. Juni 1999 wurde Junior Braithwaite ermordet.
1986 erschien das Album Jerusalem, das aus einer Zusammenarbeit mit Alpha Blondy hervorging und bei Tuff Gong produziert wurde.

## Diskografie
Studioalben

| Jahr | Titel               | Höchstplatzierung, Gesamtwochen, AuszeichnungChartplatzierungen (Jahr, Titel, Platzierungen, Wochen, Auszeichnungen, Anmerkungen) | Höchstplatzierung, Gesamtwochen, AuszeichnungChartplatzierungen (Jahr, Titel, Platzierungen, Wochen, Auszeichnungen, Anmerkungen) | Höchstplatzierung, Gesamtwochen, AuszeichnungChartplatzierungen (Jahr, Titel, Platzierungen, Wochen, Auszeichnungen, Anmerkungen) | Höchstplatzierung, Gesamtwochen, AuszeichnungChartplatzierungen (Jahr, Titel, Platzierungen, Wochen, Auszeichnungen, Anmerkungen) | Höchstplatzierung, Gesamtwochen, AuszeichnungChartplatzierungen (Jahr, Titel, Platzierungen, Wochen, Auszeichnungen, Anmerkungen) | Anmerkungen                                                |
| Jahr | Titel               | DE | AT | CH | UK | US | Anmerkungen                                                |
| ---- | ------------------- | --- | --- | --- | --- | --- | ---------------------------------------------------------- |
| 1965 | The Wailing Wailers | — | — | — | — | — | Erstveröffentlichung: 1965                                 |
| 1970 | Soul Rebels         | — | — | — | — | — | Erstveröffentlichung: Dezember 1970                        |
| 1971 | Soul Revolution     | — | — | — | — | — | Erstveröffentlichung: Juli 1971                            |
| 1973 | Catch a Fire        | — | — | — | UK— GoldUK | US171 (5 Wo.)US | Erstveröffentlichung: 13. April 1973 Verkäufe: + 207.500   |
| 1973 | African Herbsman    | — | — | — | — | — | Erstveröffentlichung: 27. Juli 1973                        |
| 1973 | Burnin’             | — | — | — | UK— SilberUK | US151 Gold · (6 Wo.)US | Erstveröffentlichung: 19. Oktober 1973 Verkäufe: + 660.000 |
| 1974 | Natty Dread         | — | — | — | UK43 Gold · (5 Wo.)UK | US92 (28 Wo.)US | Erstveröffentlichung: 25. Oktober 1974 Verkäufe: + 220.000 |
| 1976 | Rastaman Vibration  | — | — | — | UK15 Gold · (13 Wo.)UK | US8 Gold · (22 Wo.)US | Erstveröffentlichung: 30. April 1976 Verkäufe: + 760.000   |
| 1977 | Exodus              | DE58 a Gold · (2 Wo.)DE | AT21 (4 Wo.)AT | CH40 a (12 Wo.)CH | UK8 Platin · (65 Wo.)UK | US20 Gold · (24 Wo.)US | Erstveröffentlichung: 3. Juni 1977 Verkäufe: + 1.585.000   |
| 1978 | Kaya                | DE— GoldDE | — | — | UK4 Gold · (24 Wo.)UK | US50 Gold · (17 Wo.)US | Erstveröffentlichung: 23. März 1978 Verkäufe: + 1.560.000  |
| 1979 | Survival            | DE40 (23 Wo.)DE | — | — | UK20 Gold · (6 Wo.)UK | US70 (14 Wo.)US | Erstveröffentlichung: 2. Oktober 1979 Verkäufe: + 590.000  |
| 1980 | Uprising            | DE5 Gold · (67 Wo.)DE | AT6 (7 Wo.)AT | — | UK6 Gold · (17 Wo.)UK | US45 Gold · (23 Wo.)US | Erstveröffentlichung: 10. Juni 1980 Verkäufe: + 1.635.000  |
| 1983 | Confrontation       | DE31 (16 Wo.)DE | AT18 (4 Wo.)AT | — | UK5 Silber · (19 Wo.)UK | US55 Gold · (15 Wo.)US | Erstveröffentlichung: 23. Mai 1983 Verkäufe: + 700.000     |

grau schraffiert: keine Chartdaten aus diesem Jahr verfügbar

## Touren
- Catch a Fire Tour
- Burnin’ Tour
- Natty Dread Tour
- Rastaman Vibration Tour
- Exodus Tour
- Kaya Tour
- Babylon by Bus Tour
- Survival Tour
- Uprising Tour

## Bandmitglieder

### The (Wailing) Wailers (1963–1965)

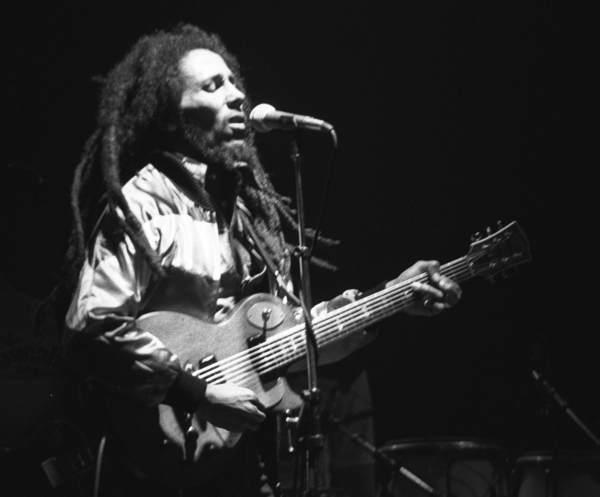
Bob Marley am 30. Mai 1980 live während eines Konzertes im Hallenstadion in Zürich, Schweiz.
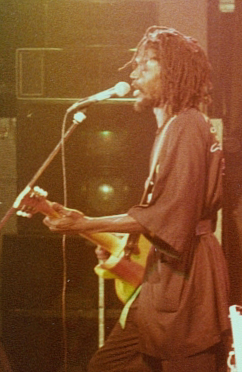
Peter Tosh auf der Bush-Doctor-Tour, 1978.
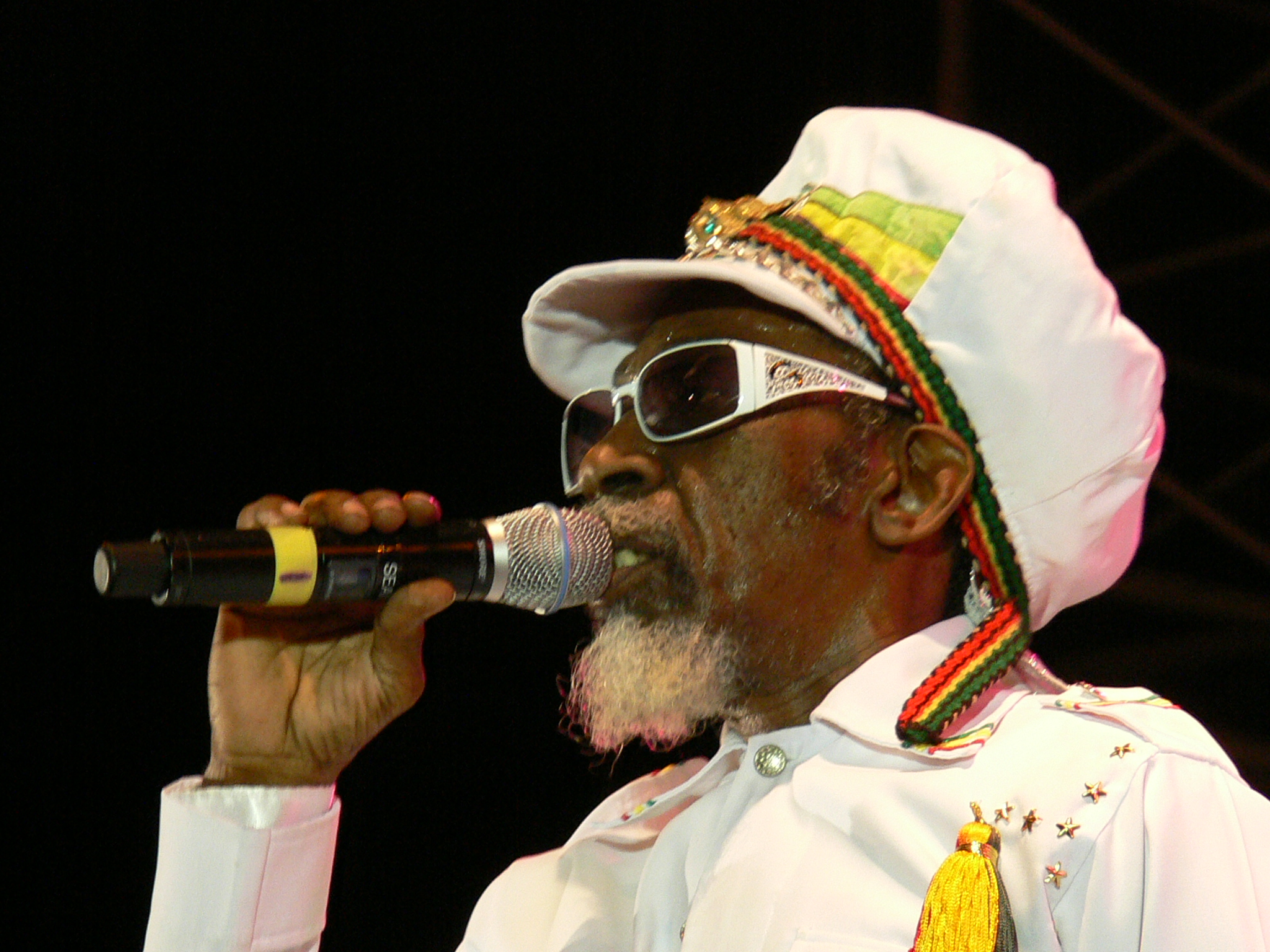
Bunny Wailer auf dem Smile Jamaica Concert, 2008.

- Robert „Bob“ Nesta Marley, Leadgesang/Rhythmusgitarre/Perkussion (1963–1981)
- Winston Hubert McIntosh „Peter Tosh“, Gesang/Leadgitarre/Orgel/Keyboard (1963–1974)
- Neville O’Reilly Livingston „Bunny Wailer“, Gesang/Perkussion (1963–1974)
- Franklin Delano Alexander „Junior“ Braithwaite, Gesang/Bass (1963–1965)
- Beverley Kelso, Background-Gesang (1963–1965)
- Cherry Smith, Background-Gesang (1963–1965)

### Bob Marley and the Wailing Wailers (1965–1974)

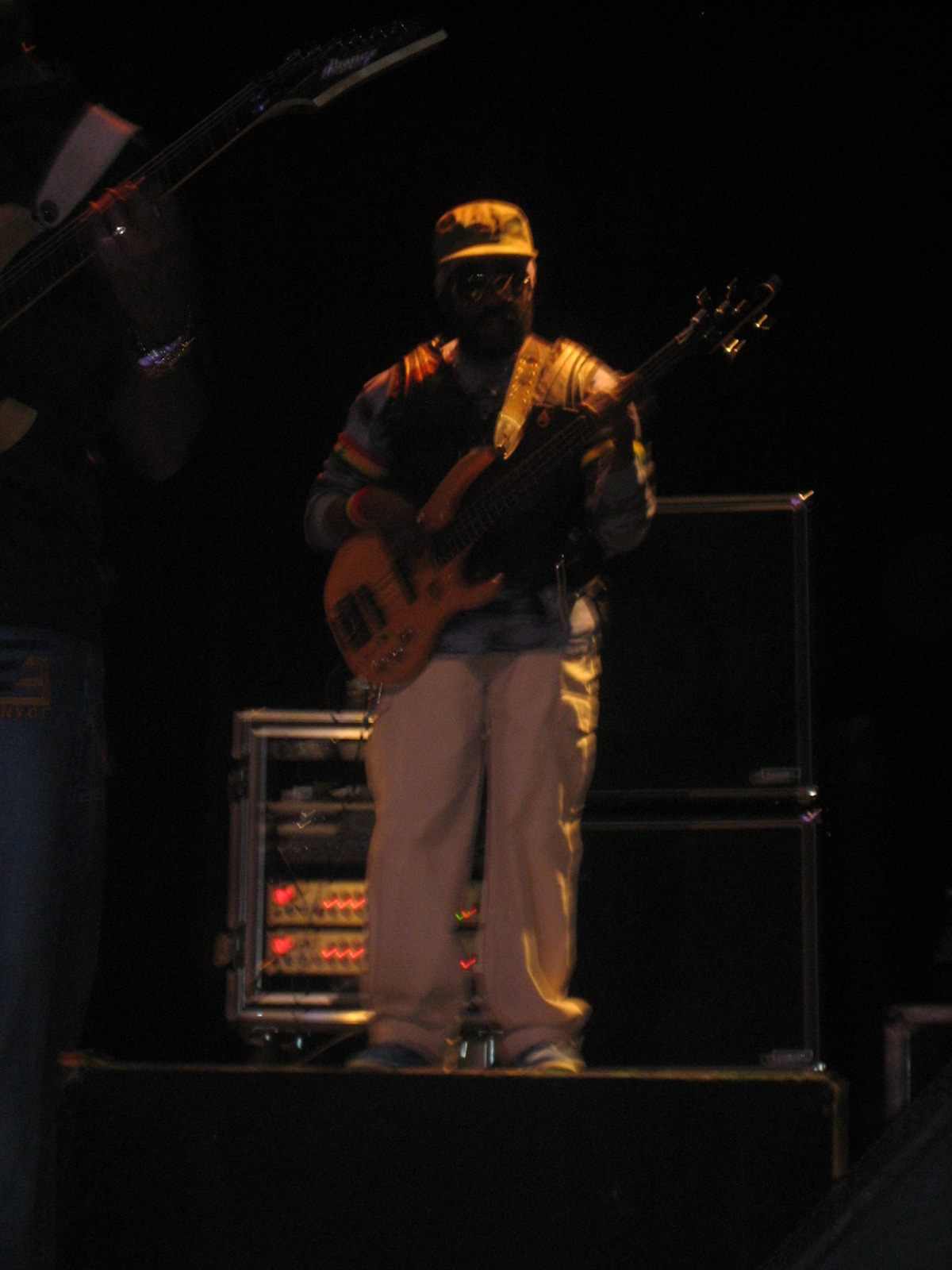
Aston Barrett in Tucson, Arizona am 22. März 2008.

- Robert „Bob“ Nesta Marley, Leadgesang/Rhythmusgitarre/Perkussion (1963–1981)
- Winston Hubert McIntosh „Peter Tosh“, Gesang/Leadgitarre/Orgel/Klavier (1963–1974)
- Neville O’Reilly Livingston „Bunny Wailer“, Gesang/Perkussion (1963–1974)
- Aston „Family Man“ Barrett, Bassgitarre/Perkussion (1969–1981)
- Carlton „Charlie“ Barrett, Schlagzeug (1969–1981)
- Earl „Wire“ Lindo, Keyboard/Orgel (1972–1974)

### Bob Marley and the Wailing Wailers (1974–1981)

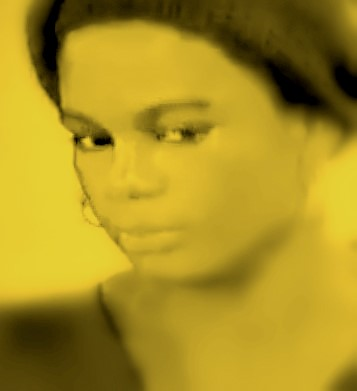
Judy Mowatt auf einem Konzert, 1977.
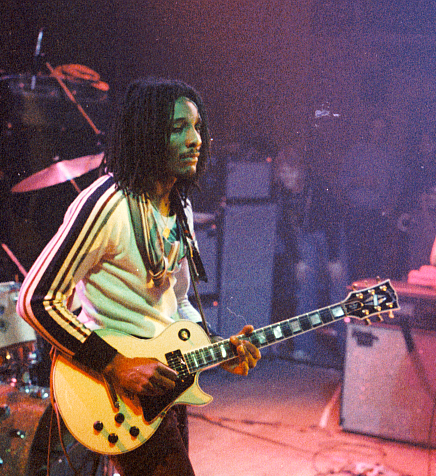
Al Anderson, Cardiff, 1978

- Robert „Bob“ Nesta Marley, Leadgesang/Rhythmusgitarre/Perkussion (1963–1981)
- Aston „Family Man“ Barrett, Bassgitarre/Perkussion (1969–1981)
- Carlton „Charlie“ Barrett, Schlagzeug (1969–1981)
- Earl „Wire“ Lindo, Keyboard/Orgel (1978–1981)
- Albert „Al“ Anderson, Leadgitarre (1978–1981)
- Donald Hanson Marvin Kerr Richards Junior „Junior Marvin“, Leadgitarre/Backgesang (1977–1981)
- Tyrone Downie, Keyboard/Synthesizer/Backgesang (1975, 1977–1980)
- Alvin „Seeco“ Patterson, Perkussion (1974–1981)
- I-Threes:
  - Alpharita Constantia Marley Anderson „Rita Marley“, Backgesang (1974–1981)
  - Marcia Griffiths, Backgesang (1975–1978, 1980–1981)
  - Judy Mowatt, Backgesang (1974–1981)

### The Wailers Band (1981–heute)
- Donald Hanson Marvin Kerr Richards Junior „Junior Marvin“, Leadgesang (1981–1997, 2005–2022?)
- Gary „Nesta“ Pine, Leadgesang (1997–2005)
- Mitchell Brunings, Leadgesang (2022–heute)
- Aston Francis „Family Man“ („Fams“) Barrett, Bassgitarre (1981-heute)
- Carlton „Charlie“ Lloyd Barrett, Schlagzeug (1981–1987)
- Albert „Al“ Anderson, Leadgitarre (1981-heute)
- Earl „Wire“ Lindo, Keyboard/Orgel (1981-heute)
- Alvin „Seeco“ Patterson, Perkussion (1981-heute)

### Gastmitglieder
- Joe Higgs, Gesang/Perkussion (1973, nach Bunny Wailers Austritt)
- Constantine Vision Walker, Backgesang (1966 bei einigen Auftritten in den USA)
- The Upsetters, Zusatzband zur Verstärkung (1967–1969; Upsetters damals noch mit den Barrett-Brüdern)
- Andrew McIntyre, Rhythmusgitarre (1989–1994)
- Patrick Merchant Grundner, Leadgesang (Sommer 1998, Europa-Tour)
- Earl „Chinna“ Smith, Leadgitarre (1976)
- Donald Kinsey, Leadgitarre (1976, 1979)
- Ian Wynter, Keyboard (1980, auf der kurzen Uprising-Tour in den USA im September)
- Bernard „Touter“ Harvey, Keyboard (1974, beim Natty Dread-Album)
- Lee Jaffe, Harmonika (1975, am Anfang der Natty Dread-Tour)
- Neville Garrick, Perkussion (1978–1980; eigentlich Lichteffekte, Perkussion bei Openair-Konzerten)
- Devon Evans, Perkussion (1979, auf der Survival-Tour)
- Glen Da Costa, Tenorsaxophon (1979)
- David Madden, Trompete (1979)